# Liste der Lieder von Camila Cabello
Dies ist eine Liste der aufgenommenen und veröffentlichten Lieder der kubanisch-US-amerikanischen Popsängerin Camila Cabello. Die Titel sind alphabetisch sortiert. Sie gibt Auskunft über die Urheber und auf welchem Tonträger die Komposition erstmals zu finden ist.

## Eigenkompositionen

### #
| Titel      | Autoren                                         | Album  | Jahr |
| ---------- | ----------------------------------------------- | ------ | ---- |
| 305tilidie | Camila Cabello, Pablo Díaz-Reixa, Jasper Harris | C,XOXO | 2024 |

### A
| Titel                                                                  | Autoren                                                                   | Album                | Jahr |
| ---------------------------------------------------------------------- | ------------------------------------------------------------------------- | -------------------- | ---- |
| All These Years                                                        | Camila Cabello, Adam Feeney, Kaan Gunesberk, Jeff Gitelman, Mustafa Ahmed | Camila               | 2018 |
| Almost Like Praying (Lin-Manuel Miranda feat. Artists for Puerto Rico) | Lin-Manuel Miranda                                                        | —                    | 2017 |
| Ambulancia (mit Camilo)                                                | Edgar Barrera, Camila Cabello, Camilo Echeverry, Juan Morelli             | De Adentro Pa Afuera | 2022 |
| Am I Wrong (mit Idina Menzel & Nicholas Galitzine)                     | William Larsen, Vincent Dery, Abdoulie Jallow, Nicolay Sereba             | Cinderella           | 2021 |

### B
| Titel | Autoren | Album                                                    | Jahr |
| --- | --- | -------------------------------------------------------- | ---- |
| Bad Kind of Butterflies                                                                                               | Camila Cabello, Alexandra Tamposi, Stefan Johnson, Jordan K. Johnson, Philip Constable, Lindsay Gilbert, Crystal Nicole, Oliver Peterhof                                           | Romance                                                  | 2019 |
| Bad Things (mit Machine Gun Kelly)                                                                                    | Colson Baker, Camila Cabello, Madison Love, Tony Scalzo, Joe Khajadourian, Alex Schwartz                                                                                           | Bloom                                                    | 2016 |
| Bam Bam (feat. Ed Sheeran)                                                                                            | Camila Cabello, Ed Sheeran, Eric Frederic, Scott Harris, Edgar Barrera, Cheche Alara                                                                                               | Familia                                                  | 2022 |
| Beautiful (Bazzi feat. Camila Cabello)                                                                                | Andrew Bazzi, Camila Cabello, Kevin Clark White, Michael Clinton Woods | Cosmic                                                   | 2018 |
| Better Place (Family Harmony) (mit Anna Kendrick, Justin Timberlake, Eric André, David Diggs, Troye Sivan & Kid Cudi) | Emily Warren, Justin Timberlake, Michael Pollack, Mike Elizondo | Trolls Band Together: Original Motion Picture Soundtrack | 2023 |
| B.O.A.T. | Camila Cabello, Daniel McKay, Raymond Davies, Ross Campbell, Armando Pérez, Graham Wilson, Hugh Brankin, John Reid, Nile Rodgers, Bernard Edwards, Pablo Díaz-Reixa, Jasper Harris | C,XOXO                                                   | 2024 |
| Boys Don't Cry | Camila Cabello, Jonah Shy, Eric Frederic, Scott Harris | Familia                                                  | 2022 |

### C
| Titel              | Autoren                                                                                           | Album             | Jahr |
| ------------------ | ------------------------------------------------------------------------------------------------- | ----------------- | ---- |
| Celia              | Camila Cabello, Eric Frederic, Jose Castillo, Edgar Barrera, Carolina Bern                        | Familia           | 2022 |
| Chanel No. 5       | Camila Cabello, Dashawn Moore, Nayvadius Wilburn, Joshua Luellen, Pablo Díaz-Reixa, Jasper Harris | C,XOXO            | 2024 |
| Consequences       | Camila Cabello, Amy Wadge, Nicolle Galyon, Emily Weisband                                         | Camila            | 2018 |
| Crown (mit Grey)   | Camila Cabello, Kyle Trewartha, Michael Trewartha, Sarah Aarons                                   | Bright: The Album | 2017 |
| Cry for Me         | Camila Cabello, Ryan Tedder, Adam Feeney, Louis Bell                                              | Romance           | 2019 |
| Crying in the Club | Camila Cabello, Benjamin Levin, Nathan Pérez, Sia, David Frank, Steve Kipner, Pamela Sheyne       | —                 | 2017 |

### D
| Titel                                        | Autoren | Album   | Jahr |
| -------------------------------------------- | --- | ------- | ---- |
| Dade County Dreaming (feat. JT & Yung Miami) | Camila Cabello, Pablo Díaz-Reixa, Jasper Harris, Jatavia Johnson, Caresha Brownlee, Lasana Smith, Nicholaus Williams, Salvador Majail | C,XOXO  | 2024 |
| Don't Go Yet                                 | Camila Cabello, Eric Frederic, Mike Sabath, Scott Harris                                                                              | Familia | 2021 |
| Dream-Girls                                  | Camila Cabello, Terius Gesteelde-Diamant, Carlos McKinney, Hidde Ament, Pablo Díaz-Reixa, Jasper Harris                               | C,XOXO  | 2024 |
| Dream of You                                 | Camila Cabello, Justin Tranter, Mattias Larsson, Robin Fredriksson                                                                    | Romance | 2019 |

### E
| Titel                  | Autoren                                                                                       | Album   | Jahr |
| ---------------------- | --------------------------------------------------------------------------------------------- | ------- | ---- |
| Easy                   | Camila Cabello, Justin Tranter, John Hill, Adam Feeney, Louis Bell, Carter Lang, Westen Weiss | Romance | 2019 |
| Everyone at This Party | Camila Cabello, Eric Frederic, Scott Harris                                                   | Familia | 2022 |

### F
| Titel                                                                                          | Autoren                                                                        | Album                                                    | Jahr |
| ---------------------------------------------------------------------------------------------- | ------------------------------------------------------------------------------ | -------------------------------------------------------- | ---- |
| Familia                                                                                        | Mike Cordone                                                                   | Familia                                                  | 2022 |
| Family (mit Anna Kendrick, Justin Timberlake, Eric André, David Diggs, Troye Sivan & Kid Cudi) | Emily Warren, Justin Timberlake, Michael Pollack, Mike Elizondo                | Trolls Band Together: Original Motion Picture Soundtrack | 2023 |
| Feel It Twice                                                                                  | Camila Cabello, Louis Bell, Adam Feeney, Tommy Paxton Beesley, Matthew Tavares | Romance                                                  | 2019 |
| Find U Again (Mark Ronson feat. Camila Cabello)                                                | Kevin Parker, Mark Ronson, Camila Cabello, Ilsey Juber                         | Late Night Feelings                                      | 2018 |
| First Man                                                                                      | Camila Cabello, Amy Wadge, Finneas O’Connell, Jordan Reynolds                  | Romance                                                  | 2019 |

### H
| Titel                                                       | Autoren | Album                              | Jahr      |
| ----------------------------------------------------------- | --- | ---------------------------------- | --------- |
| Hasta Los Dientes (feat. Maria Becerra)                     | Camila Cabello, Maria Becerra, Eric Frederic, Edgar Barrera, Daniel Real | Familia                            | 2022      |
| Havana (feat. Young Thug) Havana (Remix) (mit Daddy Yankee) | Camila Cabello, Jeffery Williams, Adam Feeney, Brittany Hazzard, Ali Tamposi, Brian Lee, Andrew Watt, Pharrell Williams, Louis Bell, Kaan Gunesberk Camila Cabello, Ramón Luis Ayala Rodríguez, Jeffery Williams, Adam Feeney, Brittany Hazzard, Ali Tamposi, Brian Lee, Andrew Watt, Pharrell Williams, Louis Bell, Kaan Gunesberk | Camila                             | 2017 2017 |
| He Knows (feat. Lil Nas X)                                  | Camila Cabello, Daniel Aged, Jasper Harris, Montero Hill, Pablo Díaz-Reixa, Ojerime Smith | C,XOXO                             | 2024      |
| Hey Ma (Pitbull & J Balvin feat. Camila Cabello)            | Pitbull, J Balvin, Camila Cabello | The Fate of the Furious: The Album | 2017      |
| Hot Uptown (feat. Drake)                                    | Camila Cabello, Pablo Díaz-Reixa, Jasper Harris, Aubrey Graham, Matthew Samuels, Mingiedi Mawangu, Johann Deterville | C,XOXO                             | 2024      |

### I
| Titel                                                                                   | Autoren | Album                                                    | Jahr |
| --------------------------------------------------------------------------------------- | --- | -------------------------------------------------------- | ---- |
| I Have Questions                                                                        | Camila Cabello, Jesse Shatkin, Bibi Bourelly                                                                                                 | Camila                                                   | 2018 |
| I Know What You Did Last Summer (mit Shawn Mendes)                                      | Camila Cabello, Shawn Mendes, Ido Zmishlany, Noel Zancanella, Bill Withers                                                                   | Handwritten (Revisited)                                  | 2015 |
| I Luv It (mit Playboi Carti)                                                            | Camila Cabello, Jordan Carter, Pablo Díaz-Reixa, Jasper Harris, Howard Kaylan, Mark Volman, Tarik Adolemiui, Radric Davis, Shondrae Crawford | C,XOXO                                                   | 2024 |
| Inside Out                                                                              | Camila Cabello, Brittany Hazzard, Adam Feeney, Tyler Williams, Kaan Gunesberk                                                                | Camila                                                   | 2018 |
| In the Dark                                                                             | Camila Cabello, Adam Feeney, Te Whiti Warbrick, Simon Wilcox, Madison Love, James Abrahart                                                   | Camila                                                   | 2018 |
| Into It                                                                                 | Camila Cabello, Adam Feeney, Louis Bell, Kaan Gunesberk, Ryan Tedder, Justin Tranter                                                         | Camila                                                   | 2018 |
| It Takes Two (mit Anna Kendrick, Justin Timberlake, Eric André, David Diggs & Kid Cudi) | Emily Warren, Justin Timberlake, Michael Pollack, Mike Elizondo                                                                              | Trolls Band Together: Original Motion Picture Soundtrack | 2023 |

### J
| Titel      | Autoren                                                                      | Album  | Jahr |
| ---------- | ---------------------------------------------------------------------------- | ------ | ---- |
| June Gloom | Camila Cabello, Michael Mulé, Isaac de Boni, Pablo Díaz-Reixa, Jasper Harris | C,XOXO | 2024 |

### K
| Titel                                                                   | Autoren                                                                                            | Album          | Jahr |
| ----------------------------------------------------------------------- | -------------------------------------------------------------------------------------------------- | -------------- | ---- |
| Know No Better (Major Lazer feat. Travis Scott, Camila Cabello & Quavo) | Brittany Hazzard, Camila Cabello, Henry Allen, Jacques Webster II, Quavious Marshall, Thomas Pentz | Know No Better | 2017 |
| Koshi XOXO (feat. BLP Kosher)                                           | Camila Cabello, Pablo Díaz-Reixa, Jasper Harris, Benjamin Pavlon, Yanaco                           | C,XOXO         | 2024 |
| Ku Lo Sa (mit Oxlade)                                                   | Camila Cabello, Oxlade, Ozedikus                                                                   | —              | 2022 |

### L
| Titel                                               | Autoren | Album   | Jahr |
| --------------------------------------------------- | --- | ------- | ---- |
| La Buena Vida                                       | Camila Cabello, Eric Frederic, Edgar Barrera, Cheche Alara | Familia | 2022 |
| Liar                                                | Camila Cabello, Alexandra Tamposi, Andrew Wotman, Stefan Johnson, Jordan K. Johnson, Jon Bellion, Jenny Berggren, Jonas Berggren, Malin Berggren, Ulf Ekberg, Lionel Richie | Romance | 2019 |
| Living Proof                                        | Camila Cabello, Alexandra Tamposi, Justin Tranter, Mattias Larsson, Robin Fredriksson                                                                                       | Romance | 2019 |
| Lola (feat. Yotuel)                                 | Camila Cabello, Yotuel Romero, Scott Harris, Mike Sabath | Familia | 2022 |
| Love Incredible (Cashmere Cat feat. Camila Cabello) | Magnus Høiberg, Camila Cabello, Benjamin Levin, Sophie Xeon | 9       | 2017 |

### M
| Titel                                    | Autoren | Album      | Jahr |
| ---------------------------------------- | --- | ---------- | ---- |
| Million to One                           | Camila Cabello, Scott Harris | Cinderella | 2021 |
| Mi Persona Favorita (mit Alejandro Sanz) | Alejandro Sanz Camila Cabello | El Disco   | 2019 |
| Mon Amour (mit Stromae)                  | Stromae, Luc Van Haver, Camila Cabello                                                                                               | Multitude  | 2022 |
| My Oh My (feat. DaBaby)                  | Camila Cabello, Jonathan Kirk, Savan Kotecha, Anthony Clemons, Jr., Louis Bell, Adam Feeney, Alejandro Guillermo Marambio Altamirano | Romance    | 2019 |

### N
| Titel             | Autoren                                                                                         | Album   | Jahr |
| ----------------- | ----------------------------------------------------------------------------------------------- | ------- | ---- |
| Never Be the Same | Camila Cabello, Adam Feeney, Leo Rami Dawod, Jacob Ludwig Olofsson, Noonie Bao, Sasha Yatchenko | Camila  | 2017 |
| No Doubt          | Camila Cabello, Mike Sabath, Eric Frederic, Scott Harris                                        | Familia | 2022 |

### O
| Titel                              | Autoren                                                                                                 | Album | Jahr |
| ---------------------------------- | --- | ----- | ---- |
| Oh Na Na (mit Myke Towers & Tainy) | Alejandro Borrero, Ilya Salmanzadeh, Ivanni Rodríguez, Marco Masís, Rickard Goransson, Savan Kotecha    | —     | 2021 |
| OMG (feat. Quavo)                  | Camila Cabello, Charli XCX, Quavo, Noonie Bao, Sasha Sloan, Tor Erik Hermansen, Mikkel Storleer Eriksen | —     | 2017 |

### P
| Titel                      | Autoren                                                               | Album   | Jahr |
| -------------------------- | --------------------------------------------------------------------- | ------- | ---- |
| Pink XOXO                  | Camila Cabello, Victoria Walker, Pablo Díaz-Reixa, Jasper Harris      | C,XOXO  | 2024 |
| Pretty When I Cry          | Camila Cabello, Aaron Shadrow, Pablo Díaz-Reixa, Jasper Harris        | C,XOXO  | 2024 |
| Psychofreak (feat. Willow) | Camila Cabello, Willow Smith, Tom Peyton, Eric Frederic, Scott Harris | Familia | 2022 |

### Q
| Titel | Autoren                                     | Album   | Jahr |
| ----- | ------------------------------------------- | ------- | ---- |
| Quiet | Camila Cabello, Eric Frederic, Scott Harris | Familia | 2022 |

### R
| Titel                                           | Autoren                                                                     | Album      | Jahr |
| ----------------------------------------------- | --------------------------------------------------------------------------- | ---------- | ---- |
| Real Friends                                    | Camila Cabello, Adam Feeney, Louis Bell, William Walsh, Brian Lee           | Camila     | 2018 |
| Rhythm Nation / You Gotta Be (mit Idina Menzel) | Janet Jackson, James Harris III, Terry Lewis, Desirée Weekes, Ashley Ingram | Cinderella | 2021 |

### S
| Titel                                                           | Autoren | Album                       | Jahr |
| --------------------------------------------------------------- | --- | --------------------------- | ---- |
| Sangria Wine (mit Pharrell Williams)                            | Pharrell Williams, Camila Cabello, Bianca Landrau                                                                                               | —                           | 2018 |
| Señorita (mit Shawn Mendes)                                     | Camila Cabello, Shawn Mendes, Alexandra Tamposi, Charlotte Emma Aitchison, Andrew Wotman, Benjamin Levin, Jack Patterson, Magnus August Høiberg | Romance                     | 2019 |
| Shameless                                                       | Camila Cabello, Alexandra Tamposi, Andrew Wotman, Stefan Johnson, Jordan K. Johnson, Jon Bellion                                                | Romance                     | 2019 |
| She Loves Control                                               | Camila Cabello, Skrillex, Louis Bell, Ilsey Juber, Mustafa Ahmed                                                                                | Camila                      | 2018 |
| Should've Said It                                               | Camila Cabello, Alexandra Tamposi, Louis Bell, Adam Feeney, Nate Mercereau, Eric Frederic, Andrew Wotman                                        | Romance                     | 2019 |
| Something's Gotta Give                                          | Camila Cabello, Alex Schwartz, Joe Khajadourian, Sarah Hudson, James Abrahart, Jesse Saint John                                                 | Camila                      | 2018 |
| South of the Border (Ed Sheeran feat. Camila Cabello & Cardi B) | Ed Sheeran, Camila Cabello, Belcalis Almanzar, Fred Gibson, Jordan Thorpe, Steve Mac                                                            | No.6 Collaborations Project | 2019 |

### T
| Titel            | Autoren                                                         | Album   | Jahr |
| ---------------- | --------------------------------------------------------------- | ------- | ---- |
| This Love        | Camila Cabello, Sam Roman, Dayyon Alexander Drinkard, Jeff Shum | Romance | 2019 |
| Twentysomethings | Camila Cabello, Aaron Shadrow, Pablo Díaz-Reixa, Jasper Harris  | C,XOXO  | 2024 |

### U
| Titel        | Autoren                                      | Album   | Jahr |
| ------------ | -------------------------------------------- | ------- | ---- |
| Used to This | Camila Cabello, Amy Wadge, Finneas O’Connell | Romance | 2019 |

### Coverversionen
| Titel                                                                    | Autoren                          | Album                              | Jahr |
| ------------------------------------------------------------------------ | -------------------------------- | ---------------------------------- | ---- |
| Let's Get Loud (mit Idina Menzel & Nicholas Galitzine)                   | Gloria Estefan, Flavio Santander | Cinderella                         | 2021 |
| Perfect (mit Nicholas Galitzine)                                         | Ed Sheeran                       | Cinderella                         | 2021 |
| Rockin' Around the Christmas Tree (Kacey Musgraves feat. Camila Cabello) | Johnny Marks                     | The Kacey Musgraves Christmas Show | 2019 |
| The Christmas Song (mit Shawn Mendes)                                    | Robert Wells, Mel Tormé          | Wonder                             | 2020 |